# Hilda Hernández
Hilda Rosario Hernández Alvarado (Gracias, 5 de outubro de 1966 - Lepaterique, 16 de dezembro de 2017) foi engenheira agrônoma e política hondurenha. Ocupou cargos públicos nos governos nacionalistas de Ricardo Maduro, Porfirio Lobo Sosa e seu do irmão Juan Orlando Hernández. De janeiro de 2017 até sua morte, atuou como assessora política na campanha deste último como candidato à reeleição para as eleições gerais de 2017.

## Biografia
Seus pais foram Juan Hernández Villanueva e Elvira Alvarado Castillo; era irmã do atual presidente de Honduras, Juan Orlando Hernández e de Juan Antonio Hernández. Graduou-se como engenheira agrônoma no Centro Universitario Regional del Litoral Atlántico, após frequentar a Escuela Agrícola Panamericana. Durante o governo de Ricardo Maduro (2002-2006), atuou como gerente da agora extinta Corporación Hondureña de Desarrollo Forestal (Cohdefor), e no governo de Porfirio Lobo Sosa (2010-2012) foi Ministra do Desenvolvimento Social.
Após a vitória presidencial de seu irmão Juan Orlando Hernández, foi nomeada Ministra das Comunicações e Estratégia Governamental em 22 de julho de 2014, uma decisão controversa, pois a Constituição de Honduras proíbe no Artigo No. 250 que parentes em quarto grau de consanguinidade ou de segundo grau de afinidade possam atuar como secretários de Estado.
Em janeiro de 2017, abandonou o ministério para ser chefe de comunicação da campanha política para a reeleição de seu irmão para as eleições gerais, realizadas em 26 de novembro do mesmo ano, e na qual foi declarado vencedor um dia após a morte de Hilda.
Hilda Hernández morreu em 16 de dezembro de 2017 em um acidente de helicóptero enquanto viajava para a Base Aérea de Soto Cano em Comayagua. Juntamente com outras cinco pessoas, a aeronave deixou o Aeroporto Internacional Toncontín em Tegucigalpa e foi relatada como desaparecida depois que o último contato foi feito às 09:47 da manhã. Horas depois, foi confirmado que o helicóptero caiu na Reserva Biológica Yerba Buena, 40 milhas ao norte de Tegucigalpa.
No final de maio de 2019, promotores estadunidenses revelaram documentos nos quais foi propalado que Hilda, juntamente com seu irmão Juan Orlando e outros funcionários próximos ao presidente, foram incluídos em uma investigação sobre "narcotráfico em larga escala e lavagem de dinheiro relacionado a importação de cocaína para os Estados Unidos" realizada desde 2013. Os documentos foram apresentados a um tribunal federal de Nova York como parte do processo judicial contra Tony Hernández.